# أنطون سيلفا
أنطون سيلفا (28 أكتوبر 1964 بسريلانكا - ) هو لاعب كرة قدم سريلانكي في مركز الهجوم. شارك مع منتخب سريلانكا لكرة القدم. أما مع النوادي، فقد لعب مع Indian Bank Recreational Club ‏ وRenown SC ‏.

## وصلات خارجية
- أنطون سيلفا على موقع الاتحاد الدولي (مؤرشف)  (الإنجليزية)